# Saint-Romain-le-Preux
Saint-Romain-le-Preux è un comune francese di 188 abitanti situato nel dipartimento della Yonne nella regione della Borgogna-Franca Contea.

## Società

### Evoluzione demografica
Abitanti censiti